# Возвращение (фильм, 2014)
«Возвращение» (кит. упр. 归来, пиньинь Guīlái, палл. Гуйлай, буквально: «Возвращение») — кинофильм режиссёра Чжан Имоу, вышедший в прокат 11 мая 2014 года. В главных ролях снялись Чэнь Даомин и Гун Ли. Лента основана на романе Янь Гэлин.

## Сюжет
Фильм рассказывает историю осуждённого в годы Культурной революции «правого элемента» Лу Яньши (陆焉识). После освобождения из заключения Лу возвращается домой к жене и дочери, однако обнаруживает колоссальную перемену, которая произошла в семье за несколько лет его отсутствия: ранее ненавидевшая его дочь теперь испытывает угрызения совести за то, что выдала отца милиции, а неустанно ждавшая его возвращения жена по-прежнему продолжает ждать, не подозревая, что любимый муж уже давно рядом с ней.

## В ролях
- Гун Ли — Фэн Ванью
- Чэнь Даомин — Лу Яньши
- Чжан Хуйвэнь — Даньдань

## Награды и номинации
- 2014 — участие в конкурсной программе Вальядолидского кинофестиваля
- 2014 — номинация на премию «Золотая лягушка» фестиваля Camerimage (Чжао Сяодин)
- 2014 — премия «Золотая лошадь» за лучшую музыку (Чэнь Циган), а также 4 номинации: лучший адаптированный сценарий (Цзоу Цзинчжи), лучшая актриса (Гун Ли), лучший актёрский дебют (Чжан Хуйвэнь), лучшие звуковые эффекты (Тао Цзин)
- 2015 — Азиатская кинопремия за лучший актёрский дебют (Чжан Хуйвэнь), а также номинация в категории «лучшая актриса» (Гун Ли)
- 2015 — премия «Золотой петух» за лучший звук (Тао Цзин), а также две номинации: лучший адаптированный сценарий (Цзоу Цзинчжи), лучшая актриса второго плана (Чжан Хуйвэнь)